# Кампори, Джузеппе
Маркиз Джузе́ппе Кампо́ри (итал. Giuseppe Campori; 17 января 1821 — 19 июля 1887) — итальянский историк. Брат Чезаре Кампори. 
Особенно важен изданный им сборник писем к Галилею: «Cartaggio Galileiano inedito» (1881). Автор многочисленных исследований по истории искусства, преимущественно его родины Модены, основанных на изучении первоисточников.

## Опубликованные труды
- «Delle opere di pittori modenesi» (1844—1845);
- «Gli artisti italiani e stranieri negli stati Estensi» (1855);
- «Della vita e delie avventure del Marchese Alessandro Malaspina» (2 изд. 1868);
- «Notizie perla vita di Ludovico Ariosto» (2 изд. 1871);
- «Lettere artistiché inedite»(1866);
- «Una vittima della storia» (1866);
- «Memorie biografiche degli scultori, architetti, pittori nativi di Carrara etc.» (1873);
- «Centotre lettere inedite di Sommi Pontefici» (1878);
- «Cartaggio Galileiano inedito» (1881);
- «Torquato Tasso e gli Estensi» (1883).